# Järve (Tallinn)
Järve est un quartier du district de  Kristiine à Tallinn en Estonie.

## Description
En 2019,  Järve compte 2 887 habitants.
Sa superficie est de 1,05 km2.
Ses quartiers limitrophes sont Tondi, Kitseküla, Ülemistejärve, Liiva, Rahumäe et Mustamäe
Les rues du quartier sont : Elektri tänav, Energia tänav, Alajaama tänav, Elektroni tänav, Järve tänav, Laine tänav, Virve tänav, Pärnu maantee, Rahumäe tee, Tervise tänav et Tuisu tänav.

## Population
| 2008  | 2010  | 2011  | 2012  | 2013  | 2014  |
| ----- | ----- | ----- | ----- | ----- | ----- |
| 2 841 | 2 889 | 2 909 | 2 866 | 2 899 | 2 976 |

| 2015  | 2016  | 2017  | 2018  | 2019  | 2020  |
| ----- | ----- | ----- | ----- | ----- | ----- |
| 2 969 | 2 974 | 2 957 | 2 956 | 2 887 | 2 884 |

| 2021  | 2022  | - | - | - | - |
| ----- | ----- | - | - | - | - |
| 2 838 | 2 807 | - | - | - | - |

## Transports
Les lignes de bus n° 5, 13, 17, 17А, 18, 18А, 20, 20А, 23, 32, 36, 45, 57 et 61 desservent le quartier.

## Lieux et monuments
- Energia tn 8 – Clinique de rééducation et de soins de l'hôpital central de l'Est de Tallinn ;
- A. H. Tammsaare tee 47 - Bureaux de la préfecture de police de Nõhja ;
- Tervise tn 30 – Institut estonien des sciences médico-légales (et) ;
- Rahumäe tee 4B - Service estonien du renseignement extérieur (et) ;
- Järve tn 34A -  Centre national des investissements de défense (et).

## Galerie

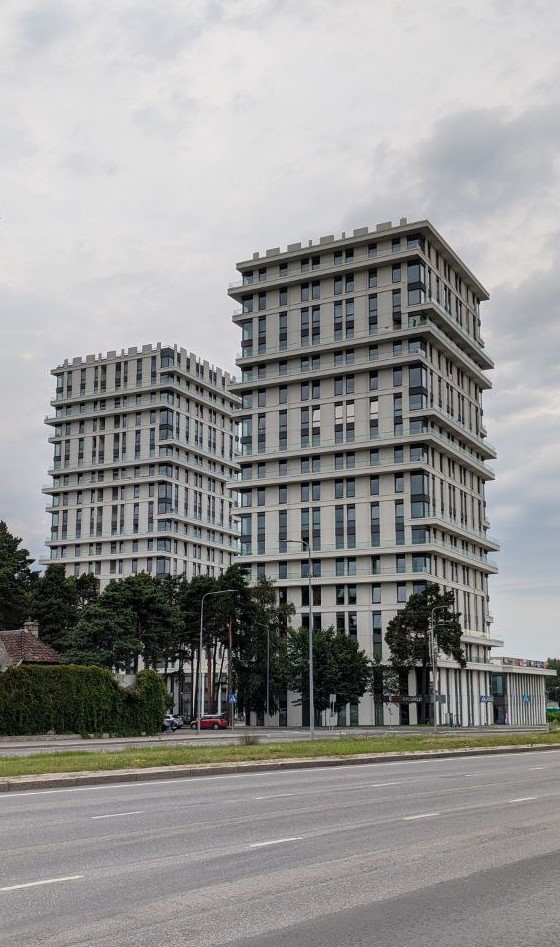
Järve tornid.
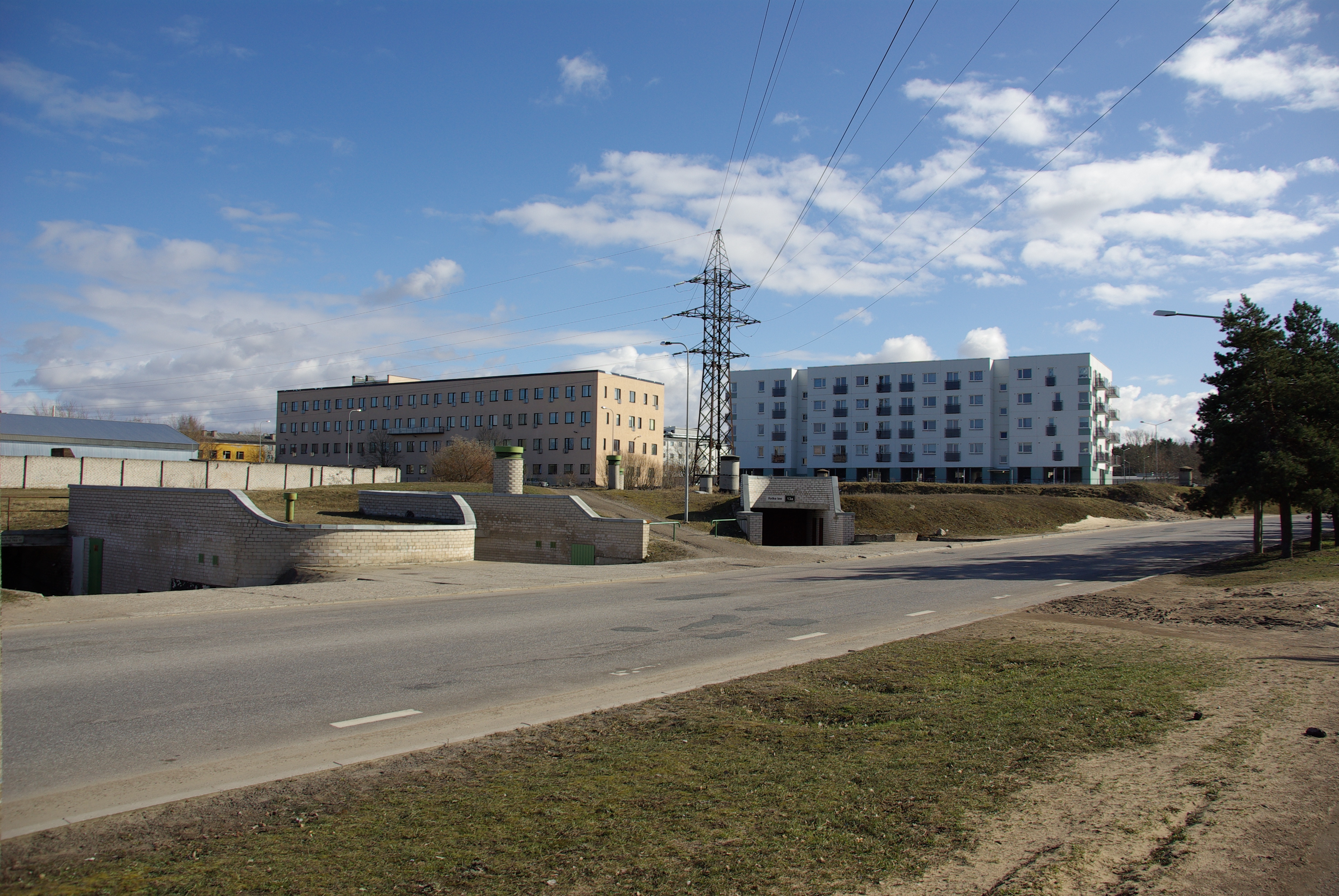
Retke tänav.
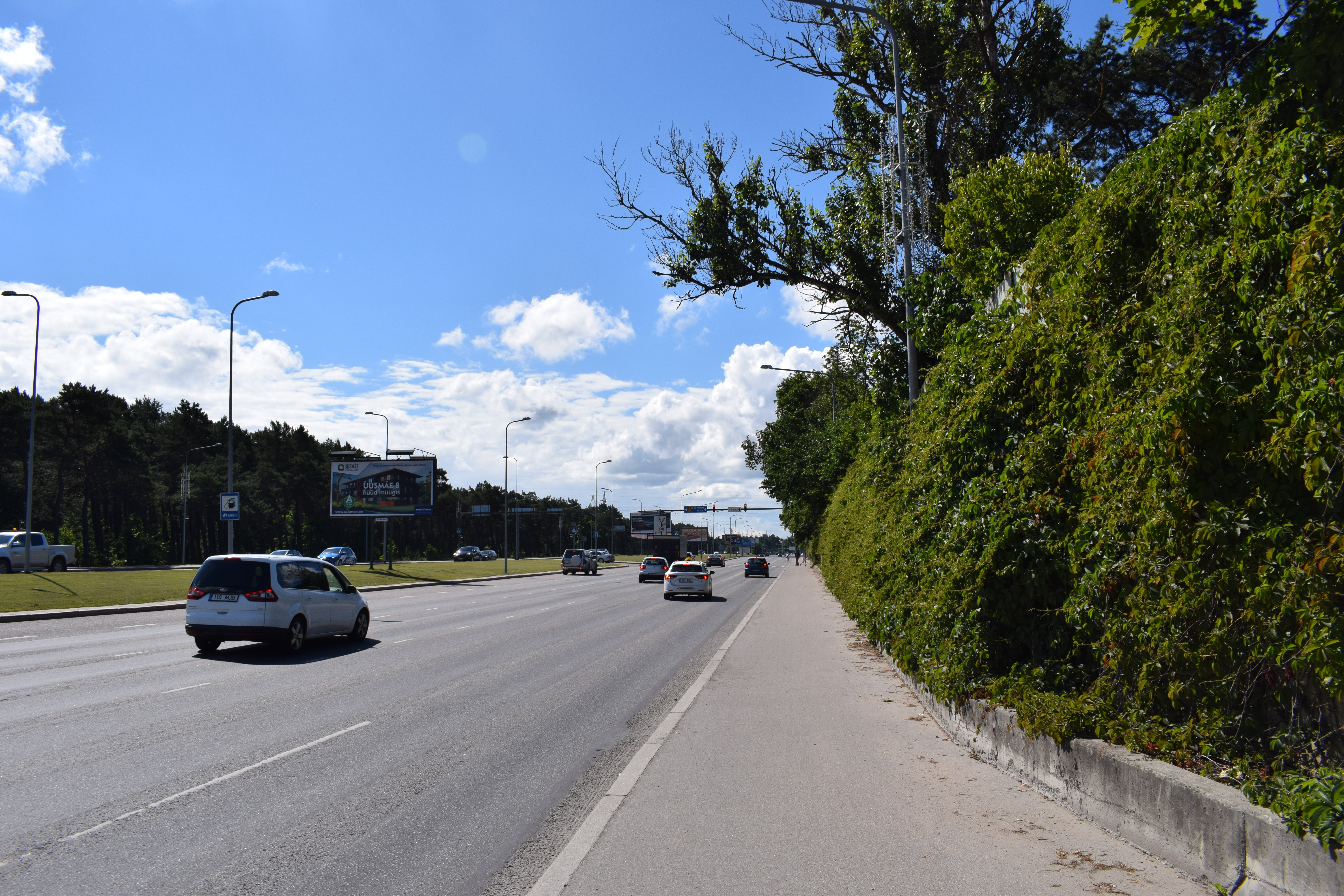
Pärnu maantee traversant Järve.
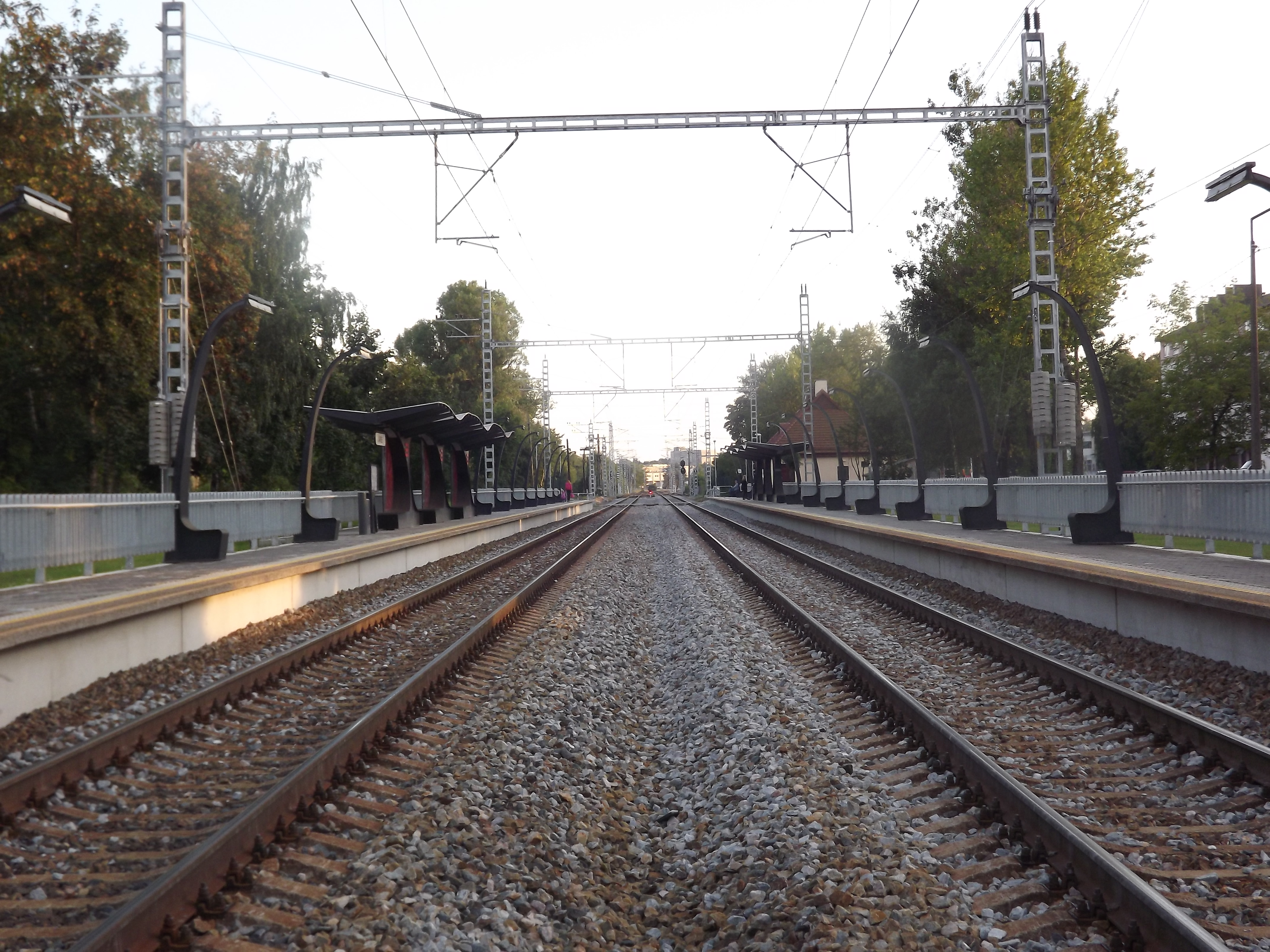
Halte de Järve
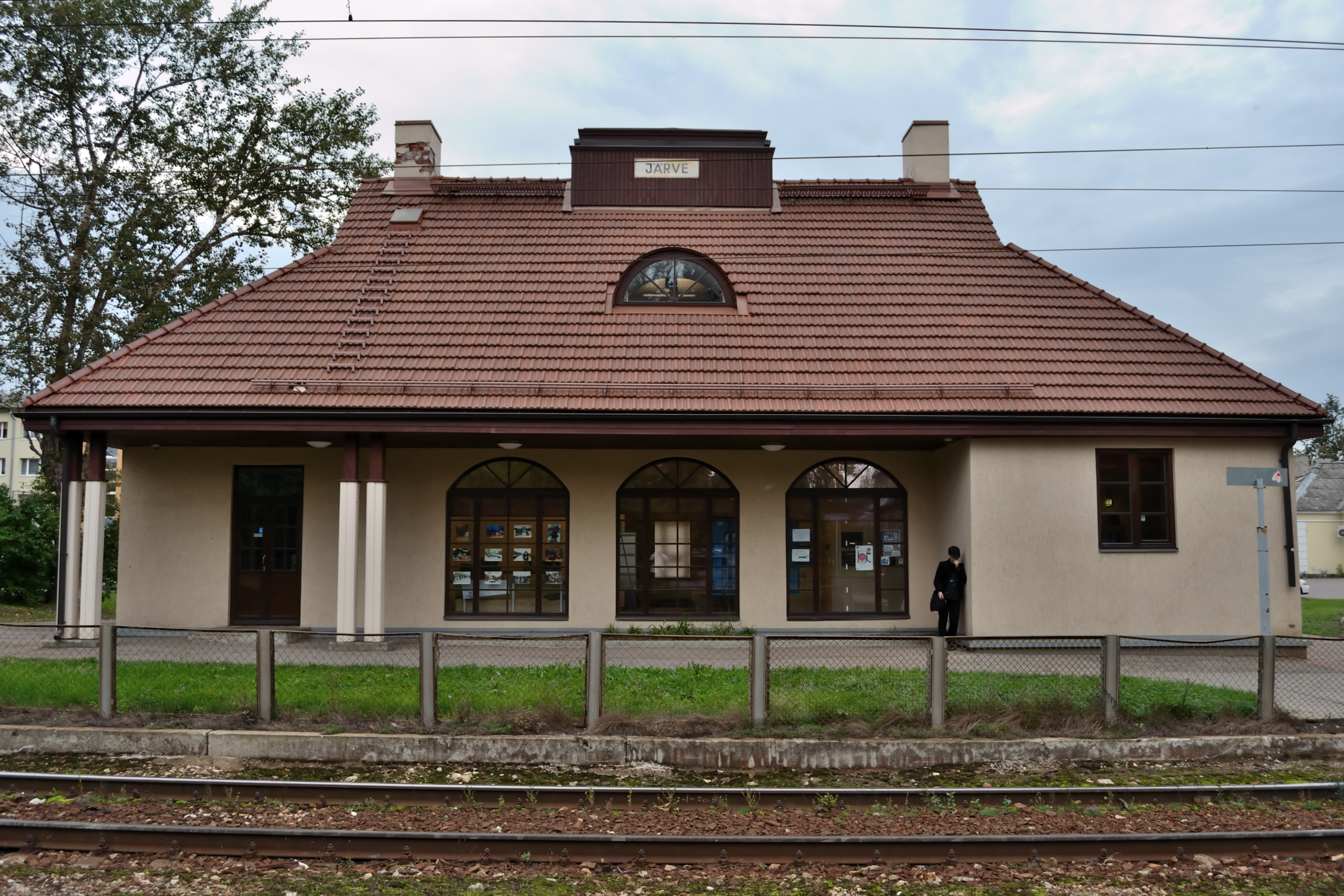
Ancien bâtiment de la gare de Järve
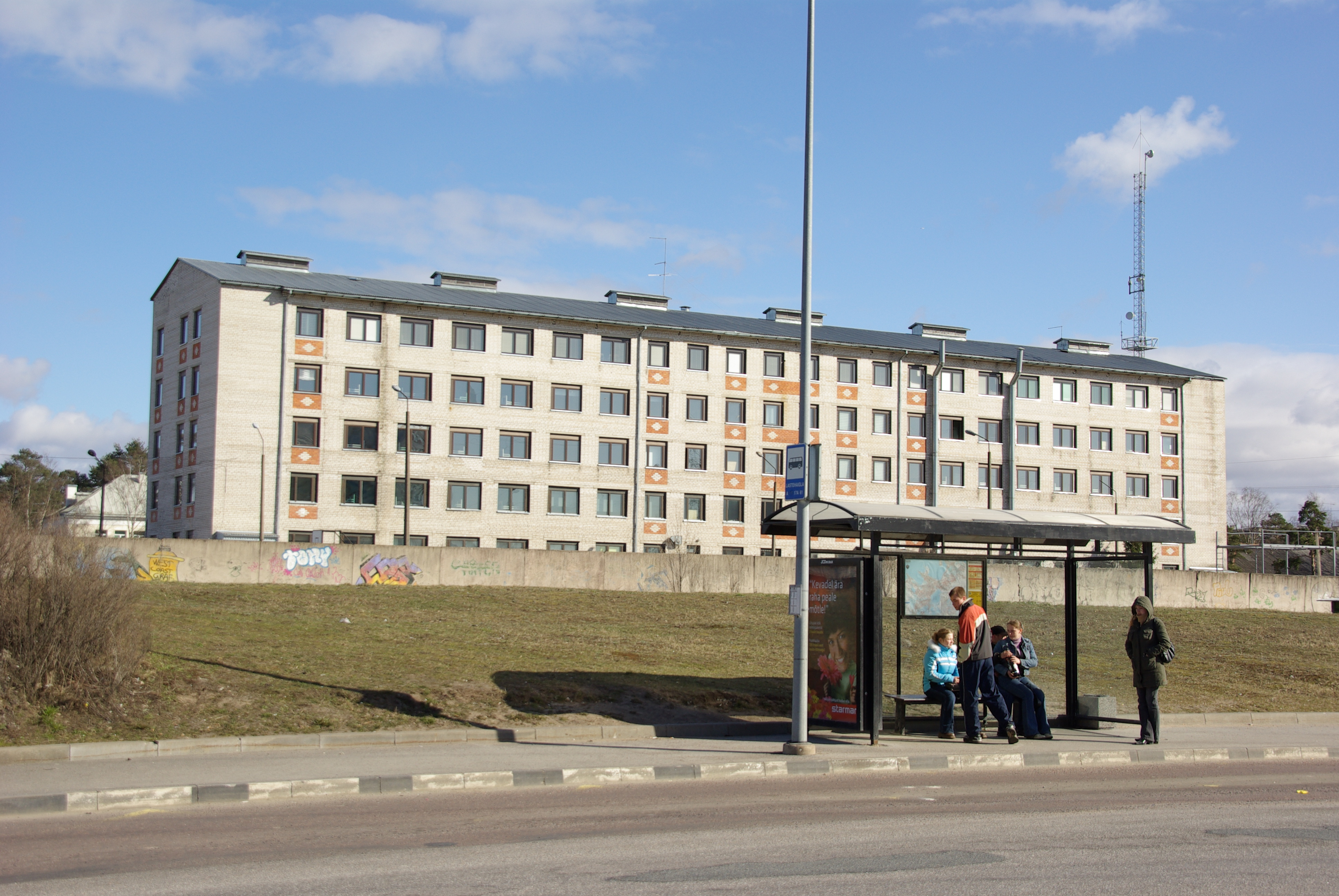
Ancienne caserne des troupes soviétiques
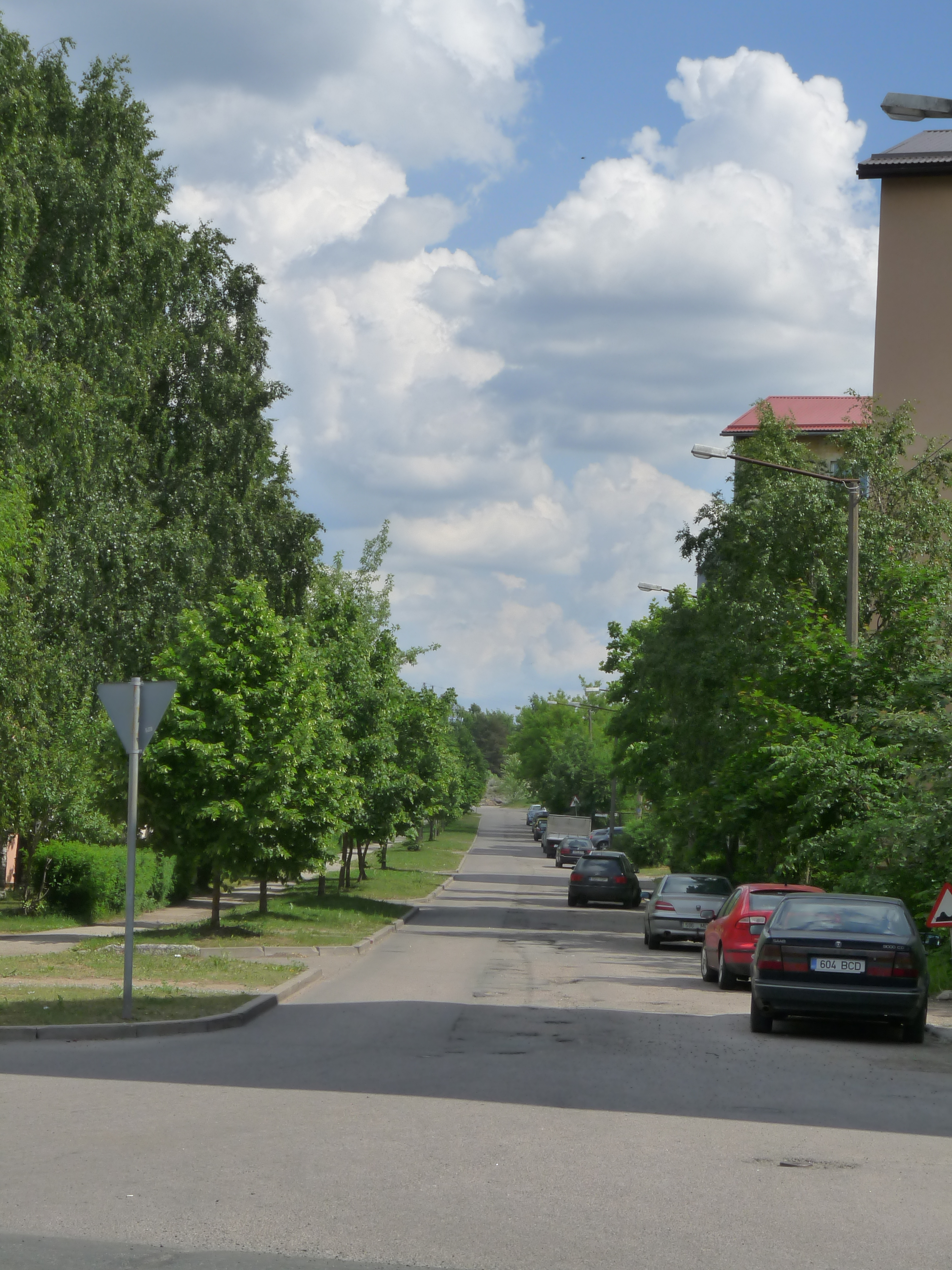
Energia tänav
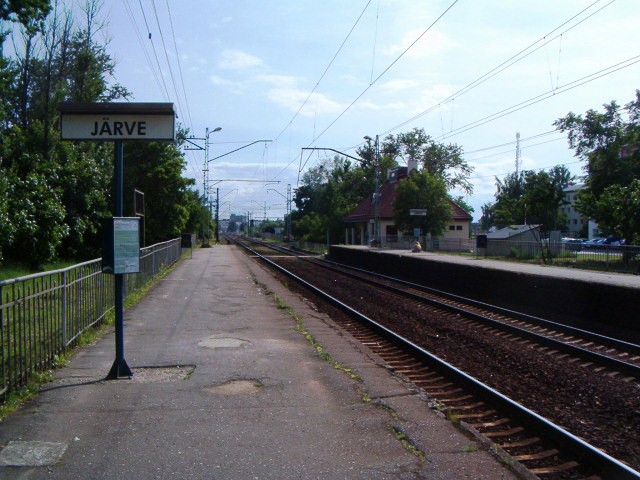
Gare de Järve.
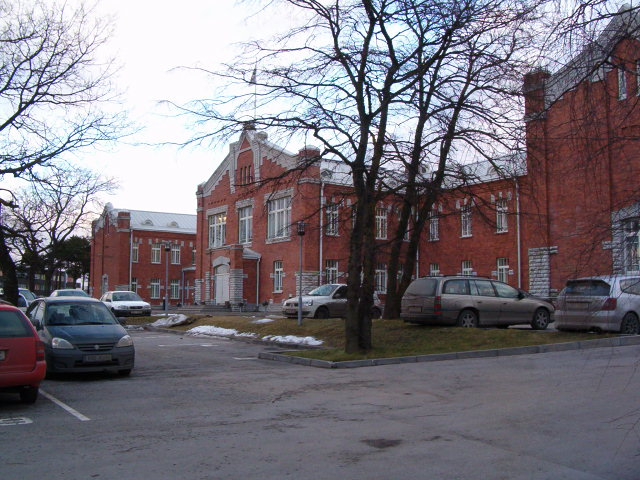
Bâtiment principal de G4S Estonia
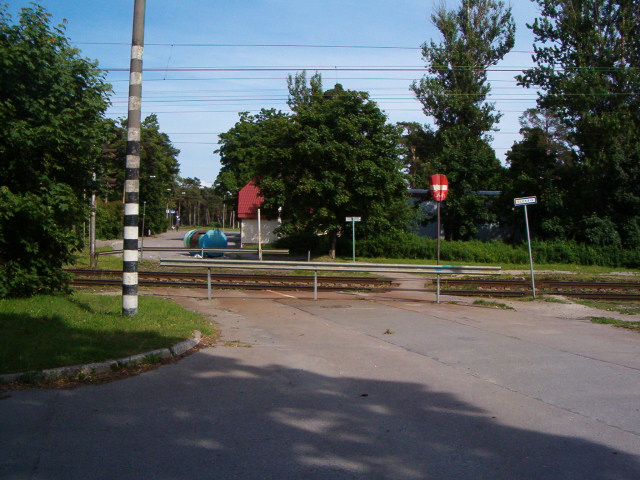
Passage ferroviaire